# Enniskillen

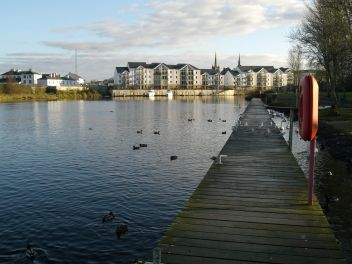
Enniskillen.

Enniskillen (iriska: Inis Caeithleann) är den traditionella huvudorten i grevskapet Fermanagh i Nordirland. Staden ligger i mitten av grevskapet, på ön som skiljer övre och nedre delen av Lough Erne. Staden var också huvudort för distriktet Fermanagh. År 2004 hade staden cirka 11 500 invånare. Sedan 2015 ligger orten i distriktet Fermanagh and Omagh.
Under den ärorika revolutionen var den svenske friherren Gustavus Hamilton guvernör av Enniskillen.

## Enniskillenbomben
1987 skedde den värsta våldshandlingen under The Troubles i staden. På Remembrance Sunday i november 1987 sprängde Provisoriska IRA en bomb i staden som krävde elva liv.